# Kanton Putumayo
Der Kanton Putumayo befindet sich in der Provinz Sucumbíos im Nordosten von Ecuador. Er besitzt eine Fläche von 3575 km². Im Jahr 2022 lag die Einwohnerzahl bei rund 9.000. Verwaltungssitz des Kantons ist die Ortschaft Puerto El Carmen de Putumayo mit 2197 Einwohnern (Stand 2010). Der Kanton Putumayo wurde am 30. April 1969 gegründet.

## Lage
Der Kanton Putumayo befindet sich im Nordosten der Provinz Sucumbíos. Das Gebiet liegt im Amazonastiefland am Südufer des Río Putumayo. Der Río San Miguel durchquert den Nordwesten des Gebiets. Die südliche Kantonsgrenze verläuft streckenweise entlang den Flüssen Río Cuyabeno und Río Güepí. Die Fernstraße E10 (Nueva Loja–Puerto El Carmen de Putumayo) durchquert den Westen des Kantons.
Der Kanton Putumayo grenzt im Norden an Kolumbien, im Osten an Peru, im Süden an den Kanton Cuyabeno sowie im Westen an den Kanton Lago Agrio.

## Verwaltungsgliederung
Der Kanton Putumayo ist in die Parroquia urbana („städtisches Kirchspiel“)
- Puerto El Carmen de Putumayo

und in die Parroquias rurales („ländliches Kirchspiel“)
- Palma Roja
- Puerto Bolívar
- Puerto Rodríguez
- Sansahuari
- Santa Elena

gegliedert.

## Geschichte
Entwicklung der Einwohnerzahl im Kanton Putumayo bei landesweiten Volkszählungen zum jeweiligen Gebietsstand:
| Jahr                    | Einwohner | +/-     |
| ----------------------- | --------- | ------- |
| 1974                    | 9.099     | –       |
| 1982                    | 3.106     | −65,9 % |
| 1990                    | 4.794     | 54,3 %  |
| 2001                    | 6.171     | 28,7 %  |
| 2010                    | 10.174    | 64,9 %  |
| 2022                    | 9.018     | −11,4 % |
| Datenherkunft: Wikidata |           |         |

## Ökologie
Im Südosten des Kantons befindet sich die Reserva de Producción de Fauna Cuyabeno.